# Streitberg (Wiesenttal)
Streitberg ist ein Gemeindeteil des Marktes Wiesenttal im Landkreis Forchheim (Oberfranken, Bayern). Streitberg ist ein staatlich anerkannter Luftkurort. Er bildet zusammen mit Muggendorf den Kern der Gemeinde Wiesenttal.

## Geographie
Streitberg liegt im Tal der Wiesent in der Fränkischen Schweiz, etwa 14 Kilometer nordöstlich von Forchheim.

## Geschichte

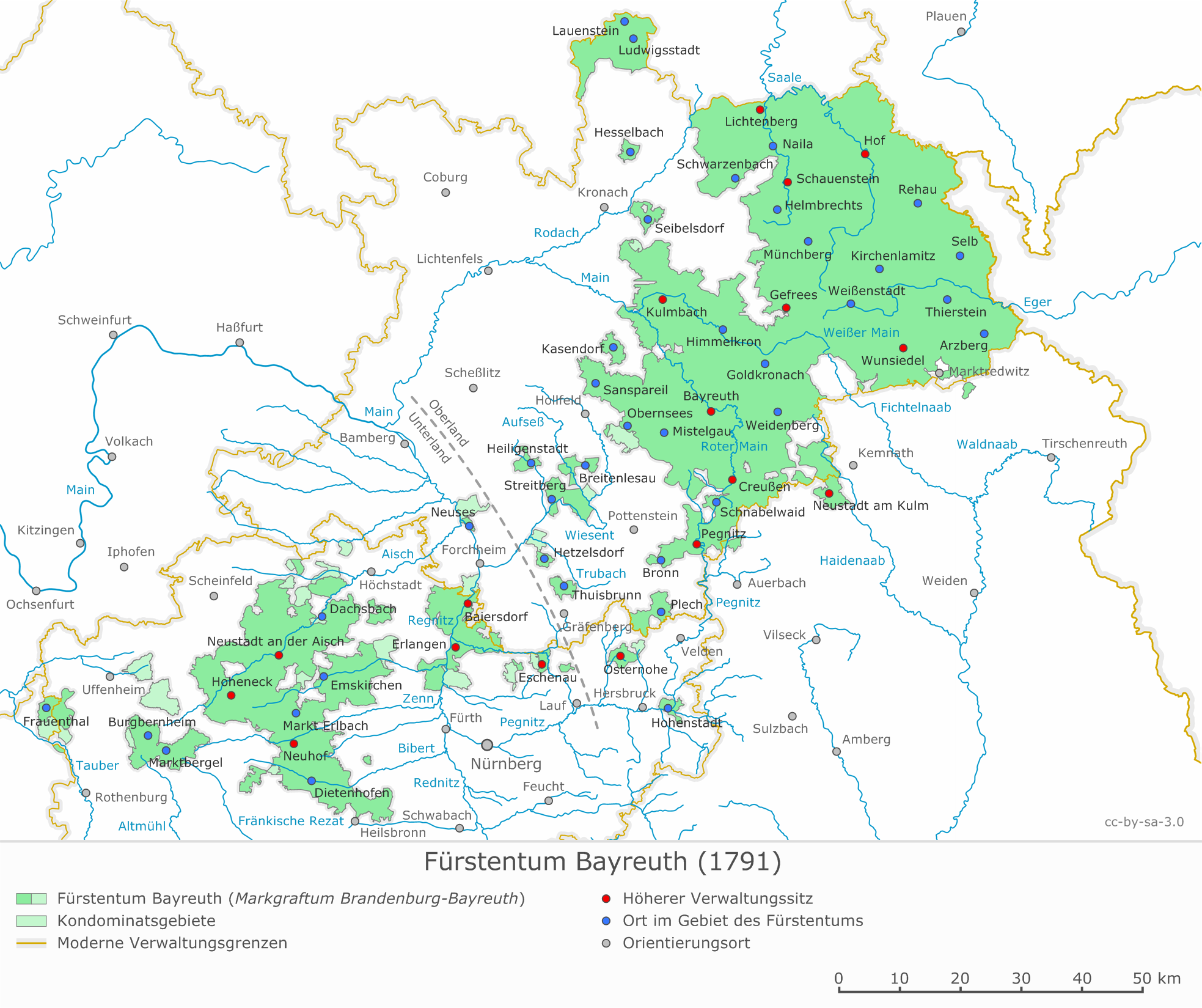
Territorium des Fürstentums Bayreuth (1791) mit der Exklave Streitberg

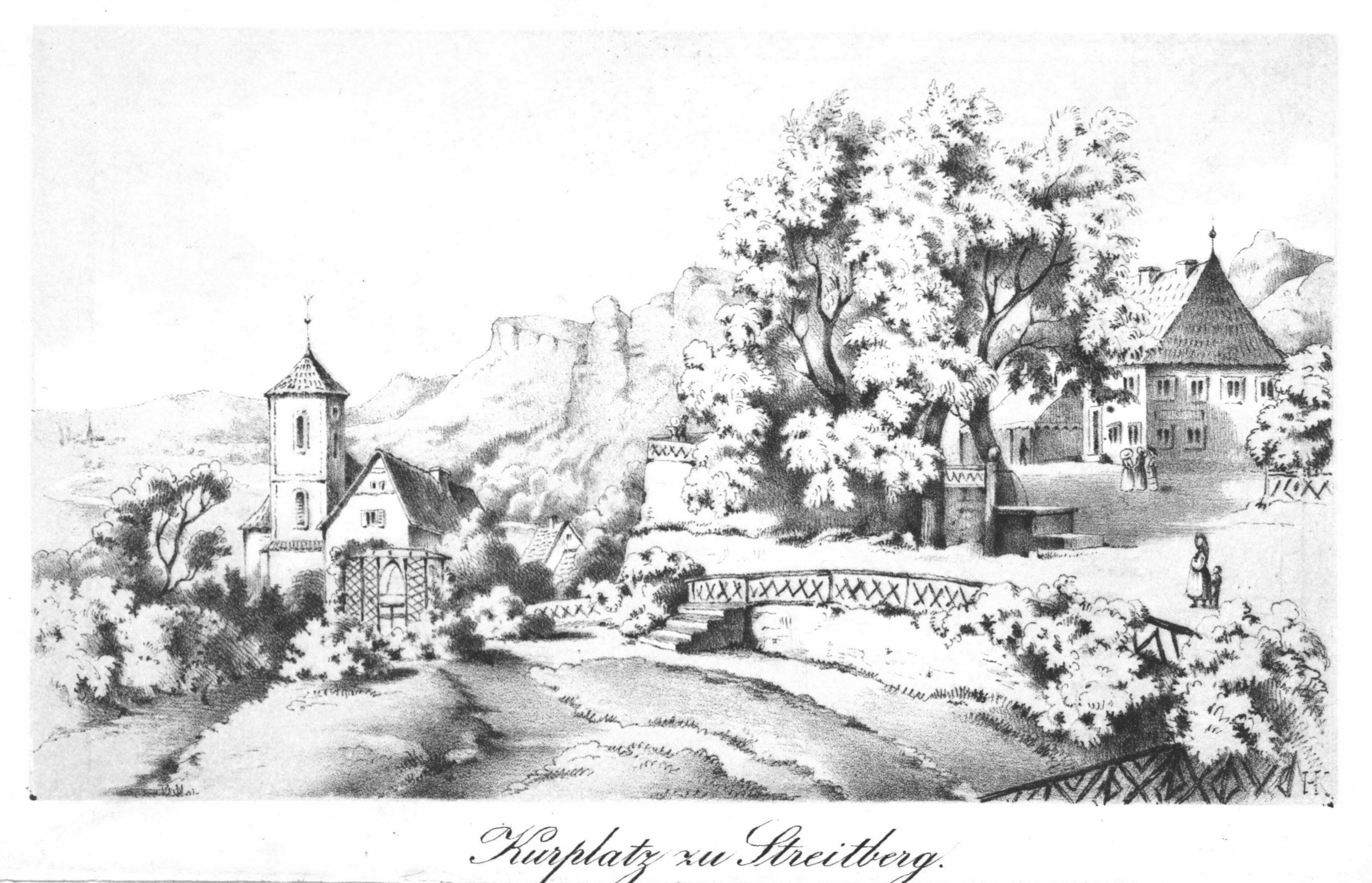
Kurplatz zu Streitberg, Illustration (1856)

Aus dem Ort stammte das 1690 erloschene Adelsgeschlecht von Streitberg, das vermutlich vor dem Jahr 1120 die den Ort überragende Streitburg errichten ließ. Aufgrund von Streitigkeiten wurden im 13. und 14. Jahrhundert Teile des Besitzes an die Schlüsselberger verkauft. 1348 fielen die Anteile der Familie von Schlüsselberg an das Hochstift Bamberg. Dieses musste im 15. Jahrhundert seine Anteile an Hans von Streitberg verpfänden. Sein Sohn Paul herrschte über Muggendorf und Streitberg und verlieh die Halsgerichtsbarkeit.
Mit Eberhard von Streitberg, der mit dem Posten des Amtmanns in Neustadt am Kulm belohnt wurde, kam der Ort zum Fürstentum Bayreuth. Die Herrschaft der Hohenzollern endete 1806 nach der Niederlage Preußens gegen Frankreich. 1810 übergab Frankreich das ehemalige Fürstentum an das Königreich Bayern, das es für 15 Millionen Francs von Napoleon gekauft hatte.
Die Berliner Frühromantiker Wilhelm Heinrich Wackenroder und Ludwig Tieck bereisten und beschrieben um 1795 die Fränkische Schweiz und machten Streitberg bekannt. Der entstehende Kurbetrieb zog mit dem „Logierhaus zur Molkenkur“ und dem „Sanatorium für Erholungssuchende“ vor allem junge Menschen zur gesundheitlichen Rehabilitation in den landschaftlich reizvoll gelegenen Ort.
Die im Jahr 1891 von Forchheim nach Ebermannstadt eröffnete Nebenbahn führte gut betuchte Familien aus dem nahen Nürnberg nach Streitberg, von denen sich einige dort niederließen. Unter ihnen war der jüdische Fabrikant Ignaz Bing. Bing hielt sich vermutlich in den 1860er Jahren erstmals zur Kur in Streitberg auf und kehrte anschließend immer wieder in die Fränkische Schweiz zurück. Kurz vor der Jahrhundertwende erwarb er ein Grundstück am Rand des Streitberger Dorfplatzes und baute das dortige Gebäude als „Villa Marie“ aus. Er ließ u. a. eine Wasserleitung legen und den Ort mit elektrischem Strom versorgen. Auf der Suche nach prähistorischen Artefakten entdeckte er 1905 die nach ihm benannte Binghöhle, eine Tropfsteinhöhle, die er touristisch erschließen ließ. 1935 fiel die Höhle als jüdischer Besitz im Zuge der vom NS-Regime betriebenen sogenannten Arisierung an die Gemeinde Streitberg und wurde fortan als „Streitberger Höhle“ bezeichnet. Dieser Name hielt sich bis in die 1950er Jahre.
1922 erhielt Streitberg einen Bahnhof an der bis Muggendorf verlängerten Bahnstrecke, die 1930 den Endpunkt Behringersmühle erreichte. 1976 wurde der Personenverkehr wieder eingestellt, seit 1980 betreibt die Dampfbahn Fränkische Schweiz zwischen Ebermannstadt und Behringersmühle einen touristischen Museumsverkehr.
Die Gemeinde Streitberg wurde im Zuge der Gebietsreform in Bayern am 1. Januar 1972 in die neu gebildete Gemeinde Wiesenttal eingegliedert.

## Kultur und Sehenswürdigkeiten
Als Folge der ehemaligen Zugehörigkeit zum Fürstentum Bayreuth gehört die konfessionsgebundene Bevölkerung, im Gegensatz zum katholischen Umland, überwiegend der evangelisch-lutherischen Kirche an.

### Baudenkmäler

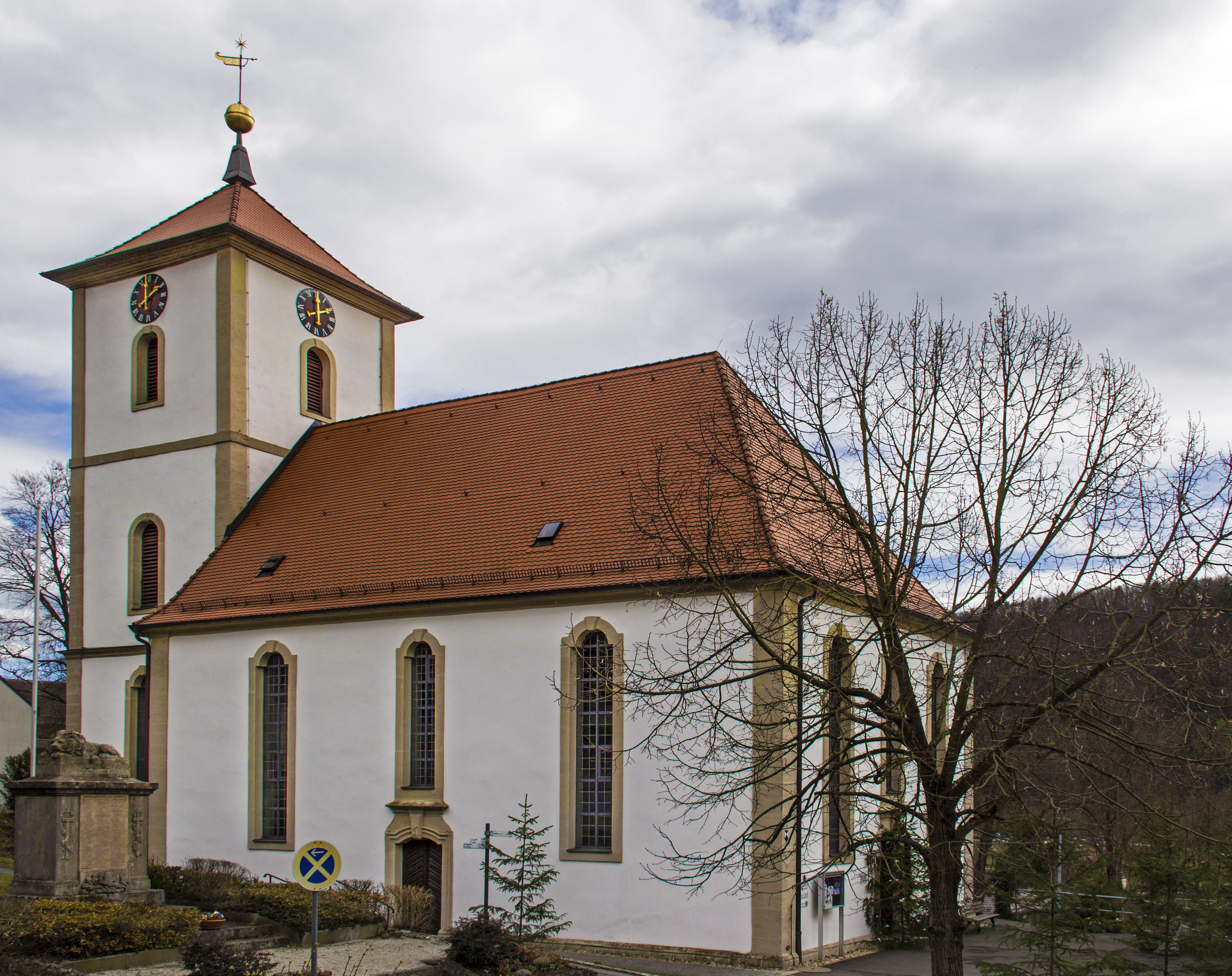
Dreieinigkeitskirche

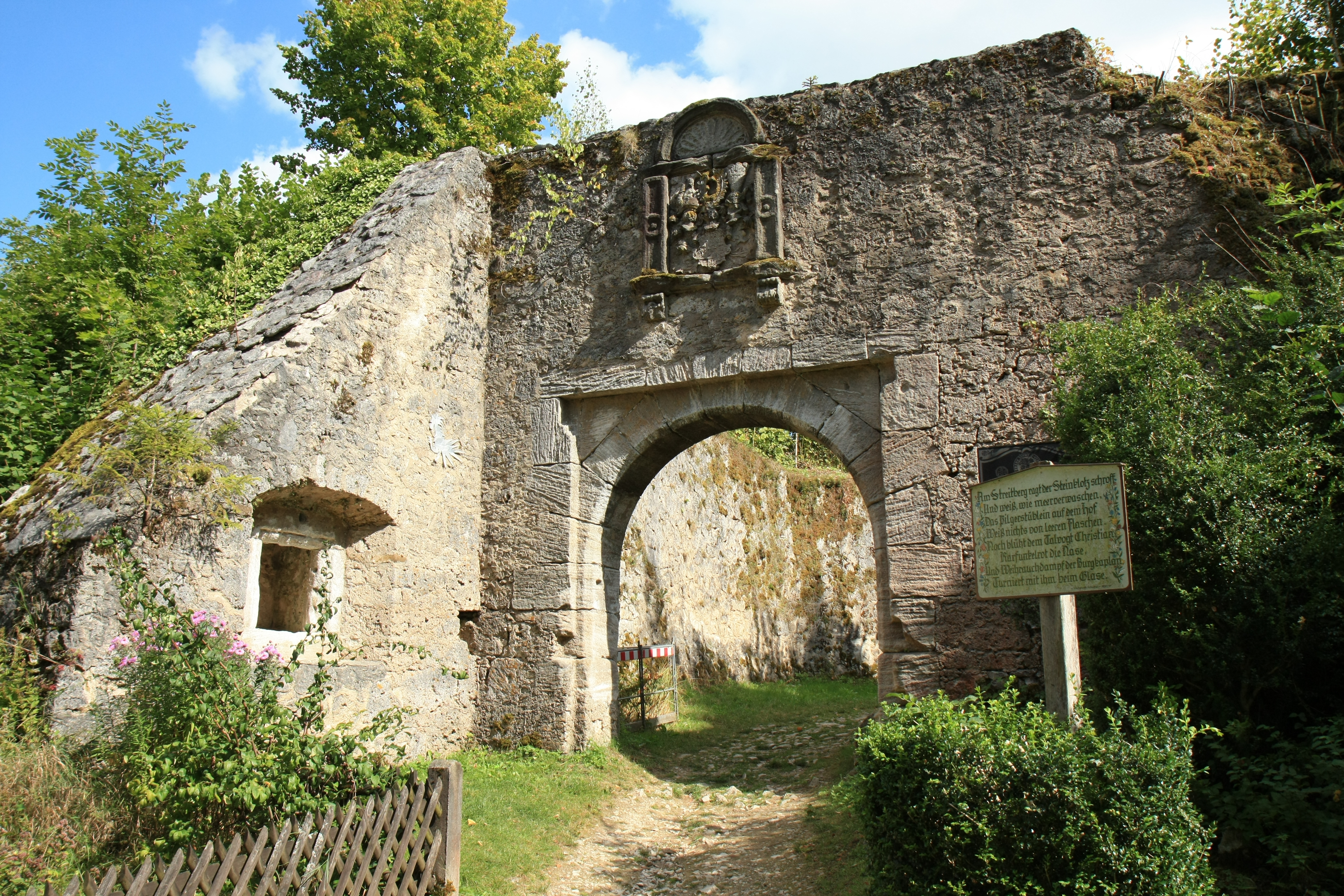
Streitburg

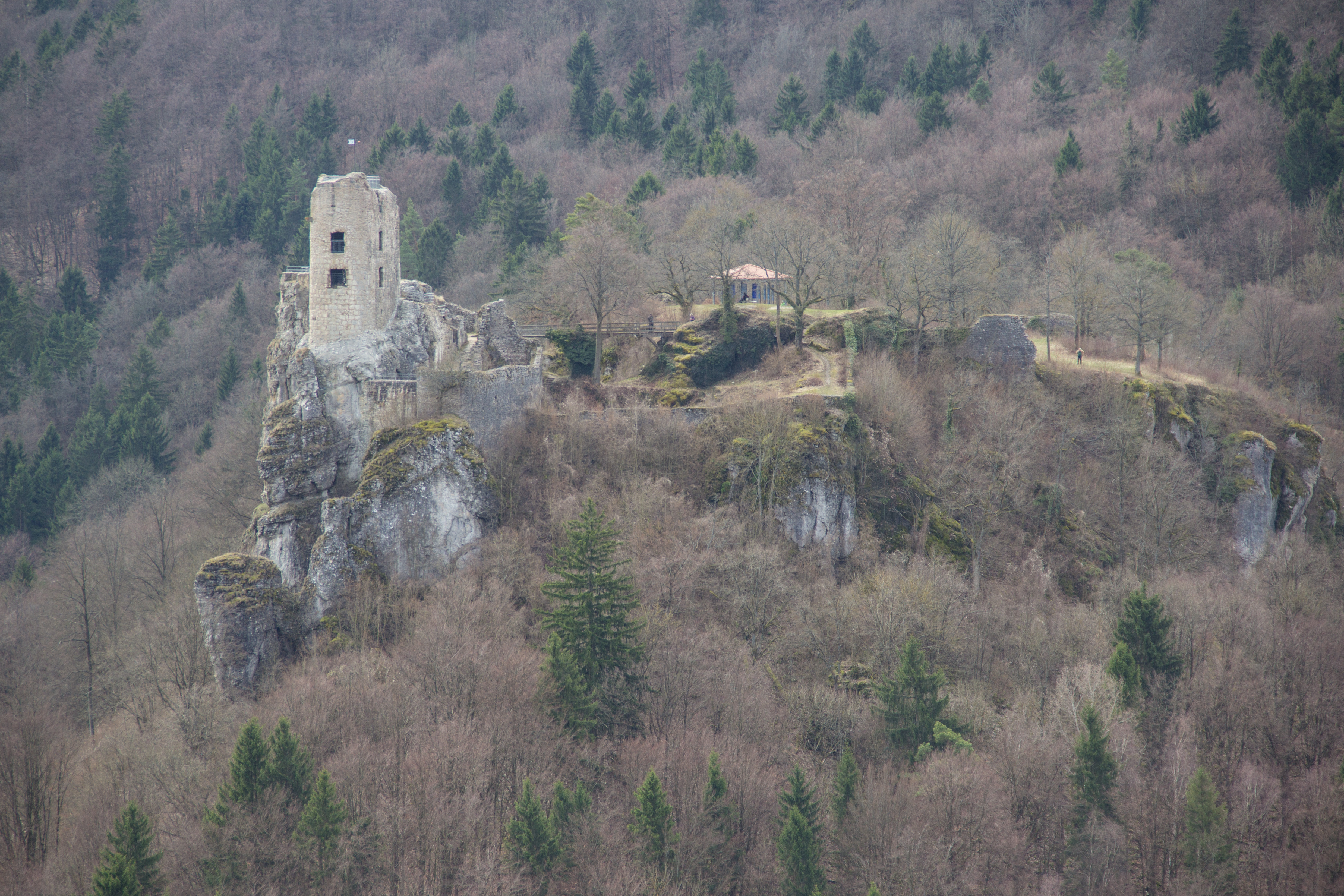
Neideck

Neben der evangelischen Dreieinigkeitskirche weist der Ortskern einige sehenswerte Gebäude auf. Überragt wird der Ort von den Burgruinen Neideck und Streitburg. Die Burgruine Neideck
gilt als Wahrzeichen der Fränkischen Schweiz.

### Naturdenkmäler

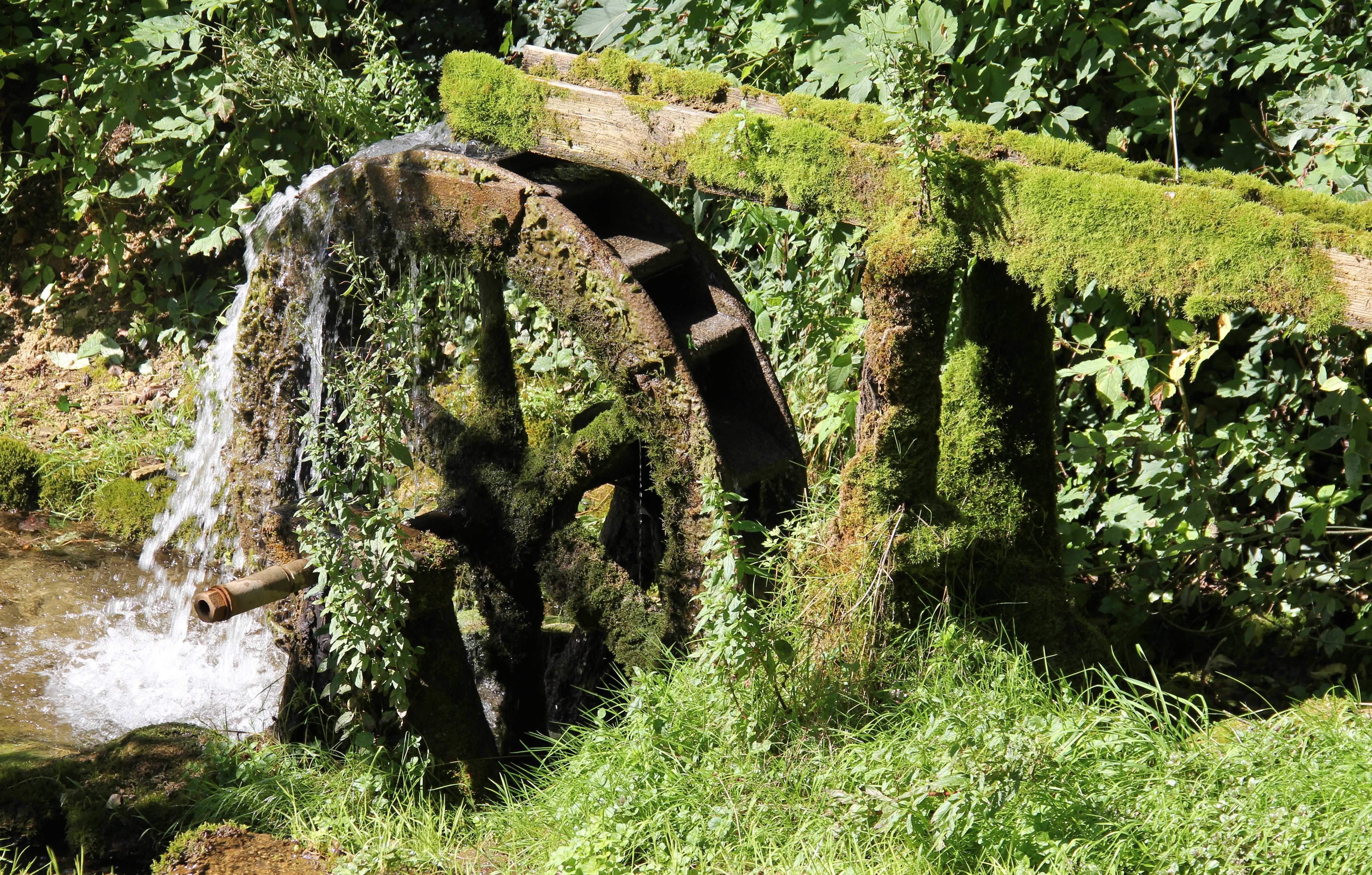
Mühlrad im Schauertal

Die Binghöhle ist eine beliebte Schauhöhle. Sie wurde 1905 entdeckt und ist auf 300 Metern erschlossen. Östlich von Streitberg im Langen Tal liegt die Schönsteinhöhle.
Sehenswert ist das Schauertal mit seinen Sinterterrassen und einem kleinen Wasserfall. Nordöstlich des Dorfes liegt die Muschelquelle.
Weitere Sehenswürdigkeiten sind die zahlreichen Naturdenkmäler, Höhlen und bizarren Felsgruppen.

## Wirtschaft und Infrastruktur

### Verkehr
Streitberg hat einen Bahnhof an der Nebenstrecke Forchheim–Behringersmühle der Ludwig-Süd-Nord-Bahn. Sie führt durch das Wiesenttal von Forchheim über Ebermannstadt nach Behringersmühle. 1976 wurde der reguläre Zugverkehr eingestellt, der nächste Bahnhof ist seitdem wieder ca. fünf Kilometer entfernt in Ebermannstadt. 1978 konnte der Verein Dampfbahn Fränkische Schweiz die Strecke kaufen und 1980 den Fahrbetrieb mit Sonderfahrten wieder eröffnen. Zwischen dem 1. Mai und dem 30. Oktober findet an Sonntagen fahrplanmäßiger Verkehr mit historischen Zügen statt.
Der Ort liegt an der Bundesstraße 470 von Bad Windsheim nach Weiden in der Oberpfalz. Die Staatsstraße 2186 beginnt in Streitberg und endet bei Eckersdorf nahe Bayreuth.
Streitberg gehört zum Einzugsbereich des Verkehrsverbunds Großraum Nürnberg (VGN) und wird durch die Buslinien 231, 233 und 389 bedient.

### Ansässige Unternehmen
Der Tourismus ist ein wichtiger Wirtschaftszweig Streitbergs. Der Ortsname ist überregional durch die Alte Kurhausbrennerei Hans Hertlein GmbH & Co. KG bekannt, die seit 1898 den Kräuterlikör Streitberger Bitter herstellt.

## Freizeit

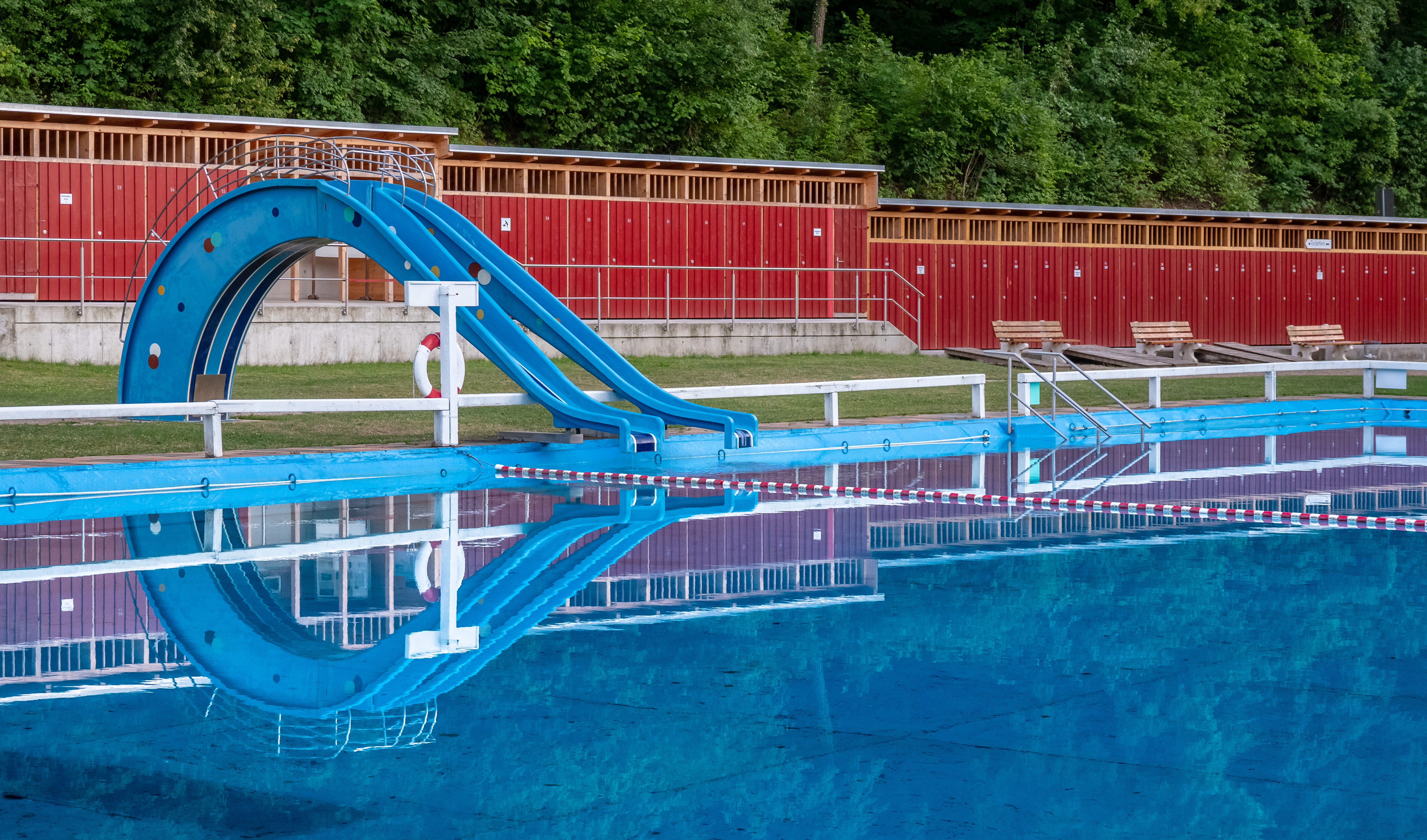
Freibad

Streitberg ist beliebter Ausgangspunkt für Kanusport, Fischen, Klettern und Wanderungen. Im Süden des Ortes befindet sich ein Freibad.

## Persönlichkeiten
- Thomas Dehler (1897–1967), FDP-Politiker, MdB, erster Justizminister der Bundesrepublik Deutschland, starb in Streitberg
- Jutta Ebeling (* 1946), GRÜNEN-Politikerin, Bürgermeisterin von Frankfurt am Main, in Streitberg geboren
- Eucharius Ferdinand Christian Oertel (1765–1850), Theologe, Philologe, Gymnasiallehrer und Naturheilkundler, in Streitberg geboren